# Gullane
Gullane är en ort i Storbritannien.   Den ligger i kommunen East Lothian och riksdelen Skottland, i den centrala delen av landet, 500 km norr om huvudstaden London. Gullane ligger 34 meter över havet och antalet invånare är 2 133.
Terrängen runt Gullane är platt. Havet är nära Gullane åt nordväst. Runt Gullane är det ganska glesbefolkat, med 43 invånare per kvadratkilometer. Närmaste större samhälle är Musselburgh, 17,3 km sydväst om Gullane. Trakten runt Gullane består till största delen av jordbruksmark.